# Zwola Poduchowna
Zwola Poduchowna (dawniej Kalabona) – wieś sołecka w Polsce położona w województwie mazowieckim, w powiecie garwolińskim, w gminie Miastków Kościelny. 
| SIMC    | Nazwa         | Rodzaj    |
| ------- | ------------- | --------- |
| 0681187 | Górki         | część wsi |
| 0681193 | Zwola-Kolonia | część wsi |
| 0681201 | Zwólka        | część wsi |

W latach 1975–1998 miejscowość administracyjnie należała do województwa siedleckiego.
Miejscowość jest siedzibą rzymskokatolickiej parafii św. Anny.

## Położenie
Miejscowość leży 22 km od Garwolina nad rzeką Wilgą w gminie Miastków Kościelny.

## Historia
Początkowo istniała jedna wieś Zwola, lecz w wyniku podziałów powstały Zwola Poduchowna (Księżyzna), Zwola Kolonia, Zwola Duża i Zwólka. Najwsześniej wzmiankowana jest wieś Zwola, gdzie znajduje się grodzisko z XI wieku nazywane „okopami szwedzkimi”. Wieś Zwola wzmiankowana była po raz pierwszy w 1415 r. W 1441 r. była własnością podkomorzego sandomierskiego Powały Zwolskiego, potem Zwolskich i Lasockich. Zwola Poduchowna wzmiankowana jest w XV w. jako własność Mikołaja Powały z Taczewa, podkomorzego sandomierskiego, znanego później pod nazwiskiem Zwolski. Miejscowość znajdowała się na granicy ziemi czerskiej (Mazowsze) i stężyckiej (województwo sandomierskie w Małopolsce) aż do ostatniego rozbioru.
Dnia 10 kwietnia 1526 r. Jan Powała Zwolski na mocy przywileju księżnej Anny mazowieckiej na gruntach wsi Zwola Poduchowna zakłada miasto na prawie chełmińskim o nazwie Kalabona. 
Dnia 6 lipca 1529 r. erygowana zostaje parafia pw. św. Anny i św. Izydora Oracza przez biskupa Jana Latalskiego. Na mocy przywileju króla Zygmunta Starego z 1536 r. zostaje wzniesiony tu murowany zamek obronny, choć zamożność Zwolskich wskazuje raczej na dwór obronny. Lokacja miasta nie udała się – w latach 1540–1589 miejscowość nie figuruje już w rejestrach podatkowych. W II poł. XVI w. kościół znajdował się w rękach protestantów, do których zaliczali się Lasoccy i Zwolscy, w tym okresie włościanie spod dworu przesiedleni zostają w okolice kościoła. W 1687 r. z fundacji biskupa poznańskiego Stefana Wierzbowskiego wybudowano kolejny kościół parafialny, przebudowany w 1830 i 1939 r.
W czasie powstania styczniowego w 1864 silny ośrodek konspiracji, w wyniku czego dziedzic Jan Zwolski i proboszcz ks. Leon Korolec zmuszeni są do emigracji, a majątek zostaje skonfiskowany. Dwór pozbawiony opieki niszczał i po parcelacji majątku został rozebrany, browar (czy gorzelnia?) istniejący w sąsiedztwie dworu został rozebrany, a we wsi trudno dziś znaleźć ślady miejskiej przeszłości.
W 1827 roku wieś liczyła 27 domów i 159 mieszkańców. W 1895 r. liczba domów wzrosła do 47, zaś liczba mieszkańców zwiększyła się do 421. Zwola posiadała wówczas 1800 mórg ziemi. Parafia liczyła 1266 osób. W 1921 r. Zwola Poduchowna liczyła 17 domów i 103 mieszkańców.

## Etymologia
W 1415 r. zapisano nazwę Yswola a następnie Swola. W dokumentach pochodzących z 1418 roku nazwę osady zapisano Szwola, w 1449 r. – Swolya i tak samo w 1470 r. Nazwa ta pochodzi od wyrazu Wola, oznaczającego we wczesnym średniowieczu czasowe uwolnienie osadników zakładających nową osadę od czynszów i robocizny. Do wyrazu wola dodano z czasem „Z”, którego pochodzenie jest przyimkowe, a które spełniało funkcję nagłosową. Wieś w XVI w. nazywano Kalabona. Nazwa pochodziła od słów: cala – drewno i bona – dobre. Nazwa ta zanikła – do dziś miejscowa ludność jedną z części wsi określa jednak mianem Kałabunka.

## Zabytki
- kościół drewniany pw. św. Anny z XVII w. – zbudowany przed 1687 fundacji biskupa Stefana Wierzbowskiego w miejscu pierwotnego z 1529, restaurowany w 1787 i przebudowany ok. 1830, wnętrze barokowe
- dzwonnica z XVIII w. – drewniana o konstrukcji słupowej
- plebania z pocz. XIX w. – drewniana o konstrukcji zrębowej
- pozostałości czworobocznego dworu obronnego zbudowanego przez Jana Zwolskiego po 1526 roku – położone są nad Wilgą na południe od kościoła na terenie zwanym Podwórze